# Leptoprotopus gladiator
Leptoprotopus gladiator är en mångfotingart som först beskrevs av Pocock 1894.  Leptoprotopus gladiator ingår i släktet Leptoprotopus och familjen Zephroniidae. Inga underarter finns listade i Catalogue of Life.